# Yaseen Al-Sheyadi
Yaseen Khalil Abdullah Al-Sheyadi (arab. ياسين خليل عبدالله الشيادي; ur. 5 lutego 1994) – omański piłkarz grający na pozycji pomocnika. Jest wychowankiem klubu Suwaiq Club.

## Kariera piłkarska
Swoją karierę piłkarską Al-Sheyadi rozpoczął w klubie Suwaiq Club, w którym w 2013 roku zadebiutował w pierwszej lidze omańskiej. W sezonie 2015/2016 wywalczył z nim wicemistrzostwo Omanu. W sezonie 2016/2017 zdobył Puchar Omanu, a w sezonie 2017/2018 został mistrzem tego kraju.

## Kariera reprezentacyjna
W reprezentacji Omanu Al-Sheyadi zadebiutował 30 maja 2015 w zremisowanym 0:0 towarzyskim meczu z Bahrajnem. W 2019 roku został powołany do kadry na Puchar Azji 2019.